# John Drummond
John Drummond (Stobhall, Perthshire, Escocia, 8 de agosto de 1649 - París, 25 de enero de 1714), Duque de Melfort, fue un noble escocés. Nombrado Teniente General y el Maestro de Cartografía en 1680, se desempeñó como Secretario de Estado en Escocia, en virtud de Jacobo II y VII, de 1684 hasta 1688.

## Biografía
Era hijo segundo de James Drummond, 3 º Conde de Perth, etc, y de su mujer Lady Anne Gordon de los Marqueses de Huntly.

## Matrimonios e hijos
En septiembre de 1670, Melfort se casó con Sophia Maitland, heredera de la propiedad de Lundin en Fife y sobrina del duque de Lauderdale; tuvieron seis hijos antes de su muerte en 1680. Después de su exilio, sus títulos y propiedades fueron confiscados en 1695, excepto las propiedades de Sophia, que fueron transferidas a sus hijos sobrevivientes en diciembre de 1688. A partir de entonces, tuvieron poco contacto con su padre y utilizaron el nombre Lundin. 
Después de la muerte de Sophia en 1680, se casó con Euphemia Wallace (ca. 1654-1743) y tuvieron otros siete hijos, que crecieron en Francia. John Drummond, segundo conde de Melfort, participó en el levantamiento jacobita de 1715, mientras que sus nietos, John y Louis Drummond, lucharon en Culloden en 1745 con el Regimiento Real Écossais y terminaron sus carreras como altos oficiales franceses. 
De este último matrimonio también tuvo a Francisca Drummond de Melfort y Wallace, I duquesa de San Andrés, II condesa de Castelblanco por matrimonio y Dama de honor de los Reyes de España. A través de esta hija, fue bisabuelo de María Teresa Vallabriga, infanta de España, casada con Luis de Borbón y Farnesio, hijo menor de Felipe V de España e Isabel de Farnesio.

## Carrera pública
Fue creado Vizconde Drummond de Melfort y Señor de Gillestoun en 1685, y miembro del Consejo Privado de Inglaterra en el mismo año, Conde de Melfort, Vizconde de Forth y Señor de Riccartoun Drummond, Castlemains y Gilstoun en 1686, todos títulos escoceses. En 1687, fue nombrado fundador de los Caballeros de la Orden de Thistle.
Junto con su hermano James Drummond, 4 ° Conde de Perth, etc, que prácticamente gobernó Escocia. Se convirtió al catolicismo.
Escapó a Francia el 16 de diciembre de 1688, y asistió al monarca exiliado por un tiempo en Irlanda. Fue creado Barón Cleworth en Inglaterra el 7 de agosto de 1689, y duque de Melfort, Marqués de Forth, de la Isla y Earl Burtisland, Vizconde de Rickerton y Señor Castlemains Galston en Escocia el 17 de abril de 1692. 
En 1701, después de la muerte de Jacobo II y VII, el duque de Melfort se le concedió los honores y la preferencia de los pares por Luis XIV. John y sus descendientes utilizaban el título de "Duque de Melfort" en Francia, pero se trataba de una traducción francesa de su ducado Jacobita escocés y no un ducado francés.
En 1701, escribió a su hermano, entonces en St-Germain, una carta desde París, que fue interceptada en Londres, atribuyéndole a Luis XIV la intención de restablecer a Jacobo II. Él era sospechoso de traición por los intereses Jacobitas, y fue enviado a Angers. Muriendo en 1714 en París, fue enterrado en la Iglesia de San Sulpicio.